# فيفا 09
فيفا 09  هي حلقة من سلسلة الفنون الإلكترونية "فيفا لألعاب فيديو كرة القدم. التي تم تطويرها من قبل EA كندا، وتم نشرهاعن طريق الفنون الإلكترونية في جميع أنحاء العالم تحت شعار إي أيه سبورتس. تم إطلاقها في 2 أكتوبر 2008 في أستراليا، 3 أكتوبر 2008 في أوروبا، و 14 أكتوبر في أمريكا الشمالية.
وأطلقت نسخة N-Gage في 18 نوفمبر 2008.
تم إطلاق النسخة التجريبية في في 10 سبتمبر 2008 للكمبيوتر  و 11 سبتمبر 2008 للبلاي ستيشن 3 وإكس بوكس 360.  كانت النسخ التجريبية لـ PS3 واكس بوكس 360 متطابقة تماماً مع استثناء الاستاد المستخدم في PS3 المميز لاستاد FIWC أمانسخة اكس بوكس 360 استخدمت استاد ويمبلي الجديد.
شعار اللعبة هو "Let's FIFA 09." (دعونا نلعب فيفا 09)

## الروابط الخارجية
- Official site نسخة محفوظة 30 سبتمبر 2009 على موقع واي باك مشين.
- Official FIFA 09 community site نسخة محفوظة 8 سبتمبر 2008 على موقع واي باك مشين.